# San Fernando (La Union)

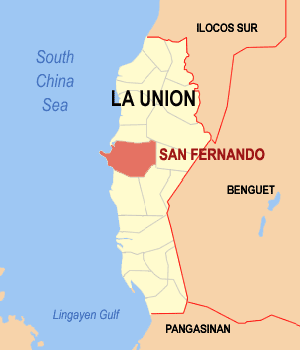
San Fernandos läge i La Union

San Fernando (officiellt City of San Fernando) är en stad i norra Filippinerna, och är administrativ huvudort för Ilocosregionen samt provinsen La Union. Totalt 121 812 invånare (folkräkning 1 maj 2015).
Staden är indelad i 59 smådistrikt, barangayer, varav 48 är klassificerade som landsbygdsdistrikt och 11 som tätortsdistrikt.